# Lesley Yellowlees
Lesley Jane Yellowlees (Londres, 1953) és una química inorgànica britànica que realitza investigacions en espectroelectroquímica, reaccions de transferència d'electrons i espectroscòpia de ressonància paramagnètica electrònica (EPR). És la vicedirectora i cap de la Facultat de Ciència i Enginyeria de la Universitat d'Edimburg. Va ser presidenta de la Royal Society of Chemistry del 2012 al 2014 i fou la primera dona que va tenir aquest càrrec.

## Vida i educació

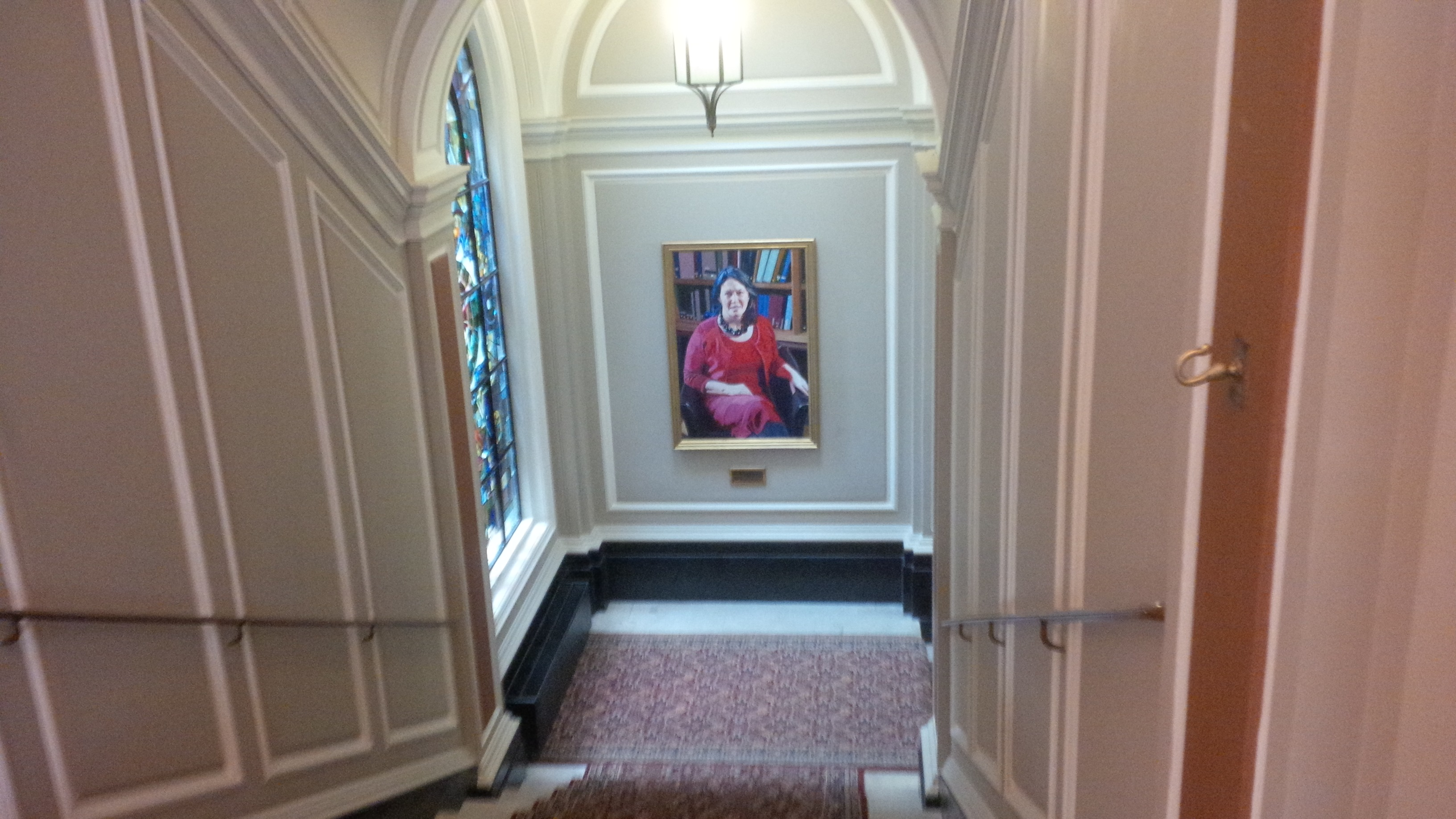
Retrat de la professora Yellowlees, de Peter Edwards, a l'escala de la Royal Society of Chemistry.

Yellowlees es va traslladar a Edimburg als 9 anys i va assistir a l'escola de nenes de St Hilary.El seu pare treballava per a Rank Hovis McDougall, i ella té dues germanes. Va completar la seva educació superior a la Universitat d'Edimburg, Va obtenir la llicenciatura en Química per la Universitat d'Edimburg el 1975 i un doctorat en electroquímica inorgànica el 1982. Després va passar a ser professora de Química a la Universitat d'Edimburg el 1980. Yellowlees va ser l'única dona graduada a la seva classe. Continuant amb això, Yellowlees va començar la seva investigació postdoctoral a la Universitat de Glasgow el 1983. El 2000, va ser nomenada professora de Química Inorgànica a la Universitat d'Edimburg i el 2006 va ser nomenada Cap de l'Escola de Química. El 2008, va ser nomenada vicedirectora i cap de la Facultat de Ciència i Enginyeria de la Universitat d'Edimburg. Lesley Yellowlees és membre de la Royal Society of Edinburgh, la Royal Society of Chemistry i l'Institut de Física. També ha estat guardonada amb el premi Corday-Morgan de la Royal Society of Chemistry i el premi Keith de la Royal Society of Edinburgh. Es calcula que Lesley Yellowlees té un valor net d'un milió de dòlars.

## Vida personal
Està casada amb Peter W. Yellowlees, un comptable autoritzat, i tenen dos fills, Sarah i Mark.